# Чемпионат Африки по хоккею на траве среди мужчин 1983
Чемпионат Африки по хоккею на траве среди мужчин 1983 года — 2-й розыгрыш чемпионата Африки прошёл с 25 сентября по 2 октября[уточнить] в городе Каир (Египет). В турнире приняло участие 6 сборных.
Чемпионами в 1-й раз в своей истории стала сборная Египта. Второе место заняла сборная Кении. Бронзовым призёром стала сборная Ганы.
Автоматическую квалификацию на Олимпийские игры 1984 должна была получить сборная Египта, как победитель чемпионата, но Международная федерация (ФИХ) решила, что у сборной Кении рейтинг выше. В результате сборные Египта и Кении 29 и 30 марта 1984 сыграли между собой мини-турнир до двух побед, в котором победила сборная Кении.

## Результаты игр
| Место | Команда  | И | В | Н | П | ГЗ | ГП | +/- | Очки |
| ----- | -------- | - | - | - | - | -- | -- | --- | ---- |
| 1     | Египет   | 5 | 3 | 2 | 0 | 11 | 2  | +9  | 11   |
| 2     | Кения    | 5 | 3 | 2 | 0 | 10 | 2  | +8  | 11   |
| 3     | Гана     | 5 | 2 | 2 | 1 | 2  | 1  | +1  | 8    |
| 4     | Зимбабве | 5 | 2 | 1 | 2 | 5  | 5  | 0   | 7    |
| 5     | Нигерия  | 5 | 0 | 1 | 3 | 1  | 6  | −5  | 1    |
| 6     | Танзания | 5 | 0 | 0 | 4 | 1  | 14 | −13 | 0    |

Без учёта количества голов в играх с неизвестным результатом: Египет — Гана (ничья), Кения — Зимбабве (ничья), Гана — Танзания (техническая победа Ганы), Зимбабве — Нигерия (техническая победа Зимбабве), Нигерия — Танзания (неизвестно, состоялась ли игра вообще)